# Chrysops flaviscutellatus
Chrysops flaviscutellatus är en tvåvingeart som beskrevs av Philip 1963. Chrysops flaviscutellatus ingår i släktet Chrysops och familjen bromsar. Inga underarter finns listade i Catalogue of Life.